# Karlovec (Bruntál)

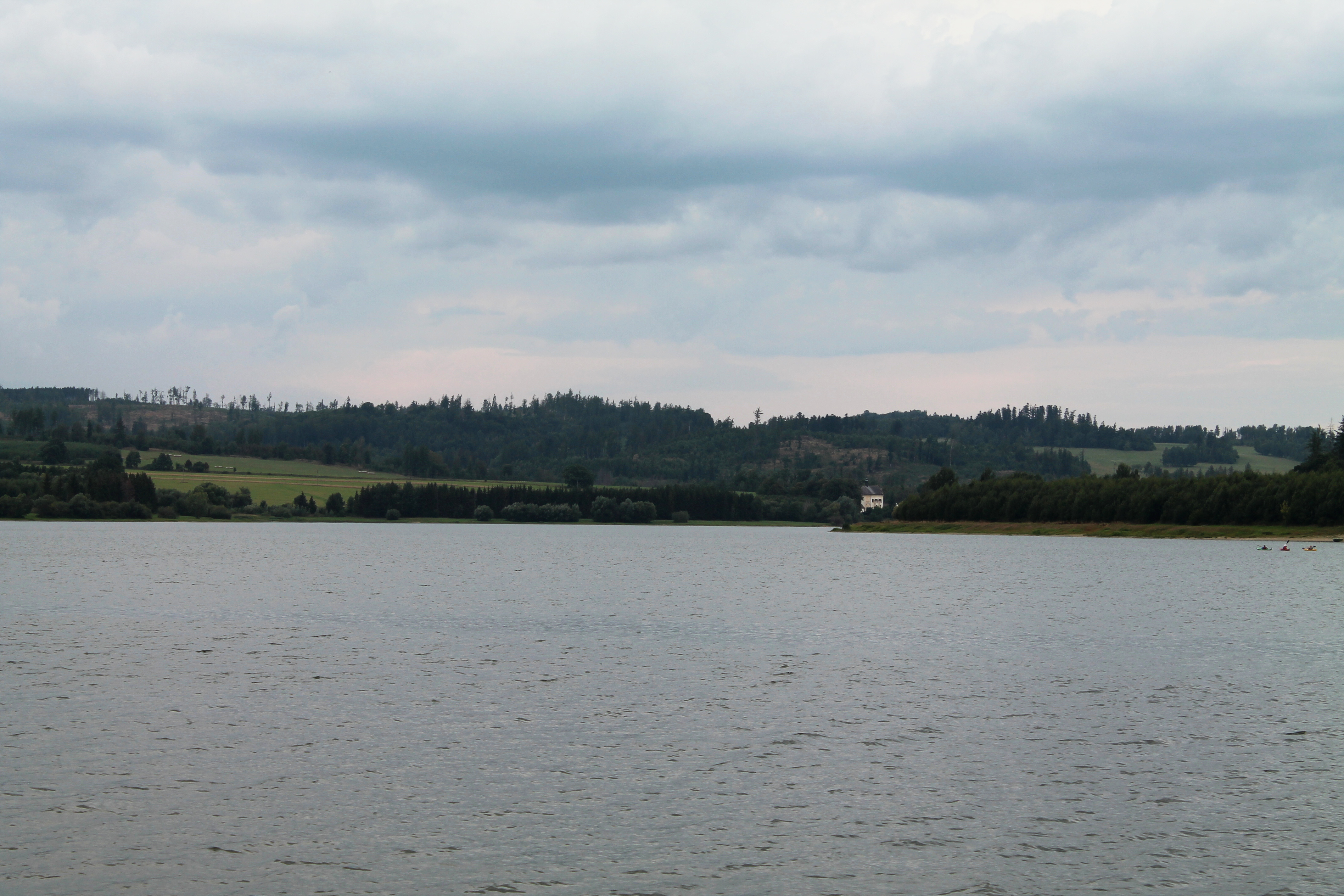
Blick von Südosten von der Talsperre Slezská Harta auf Karlovec

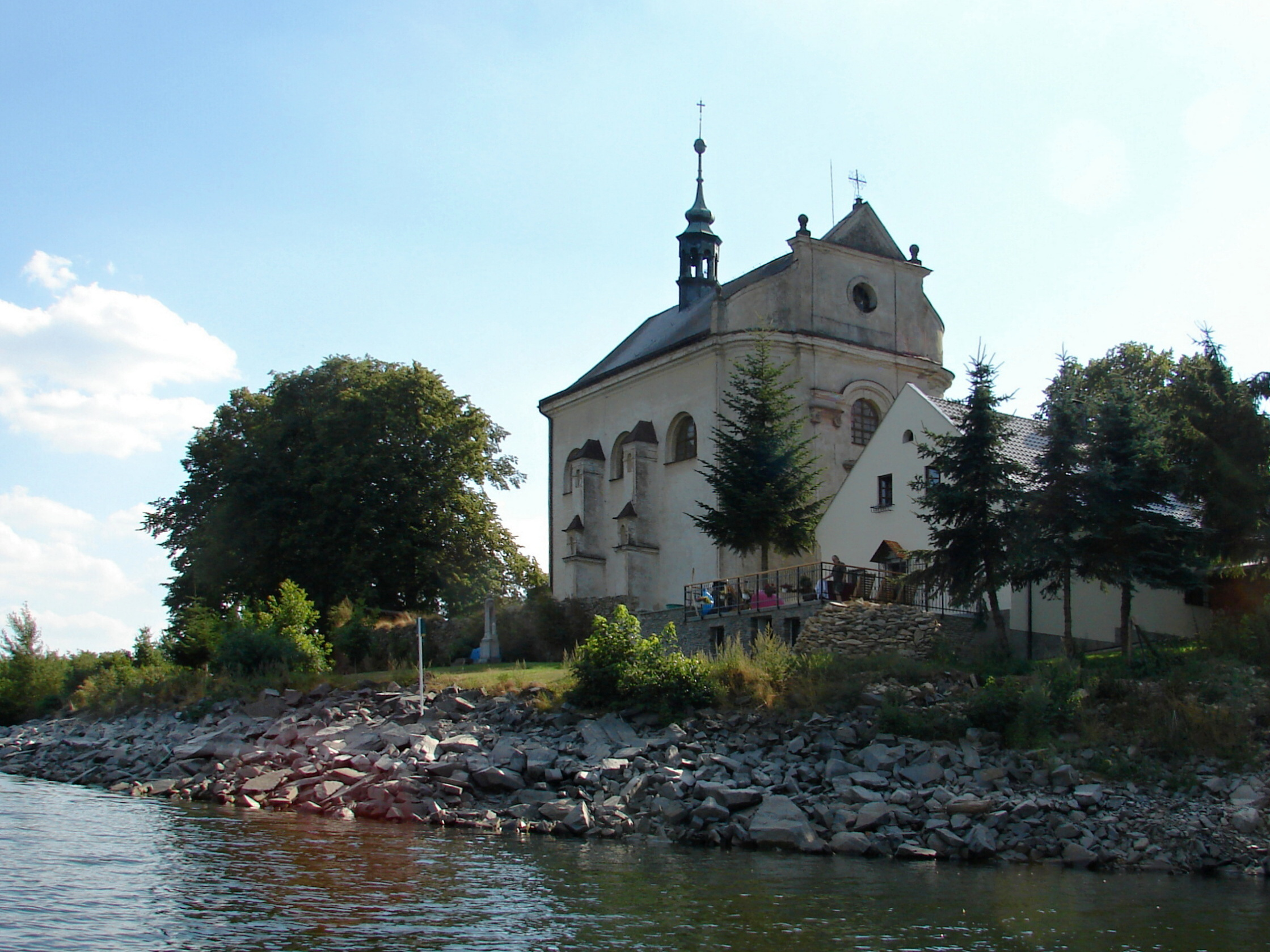
Kirche des hl. Johannes von Nepomuk

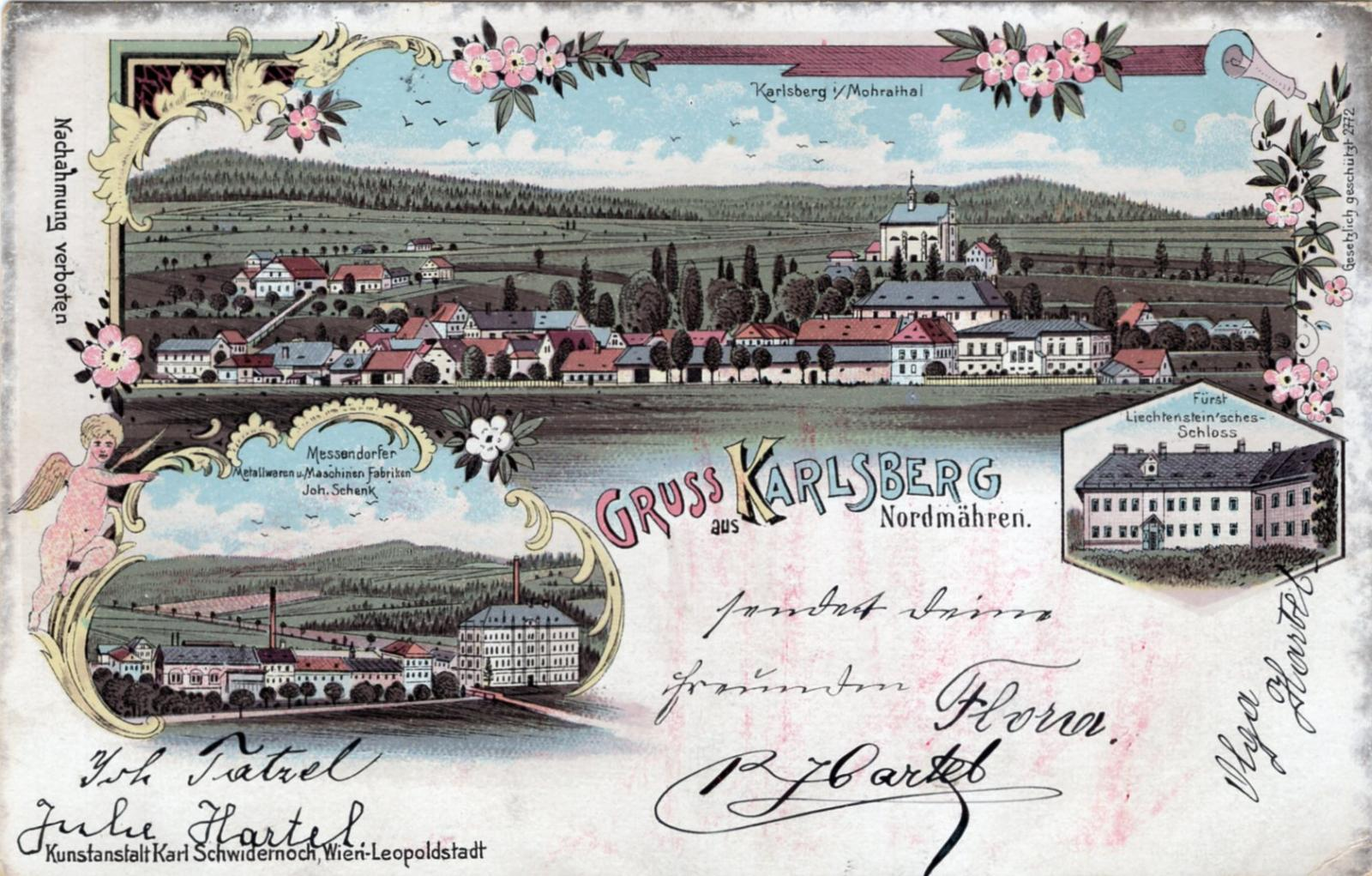
Lithographie, vor 1898

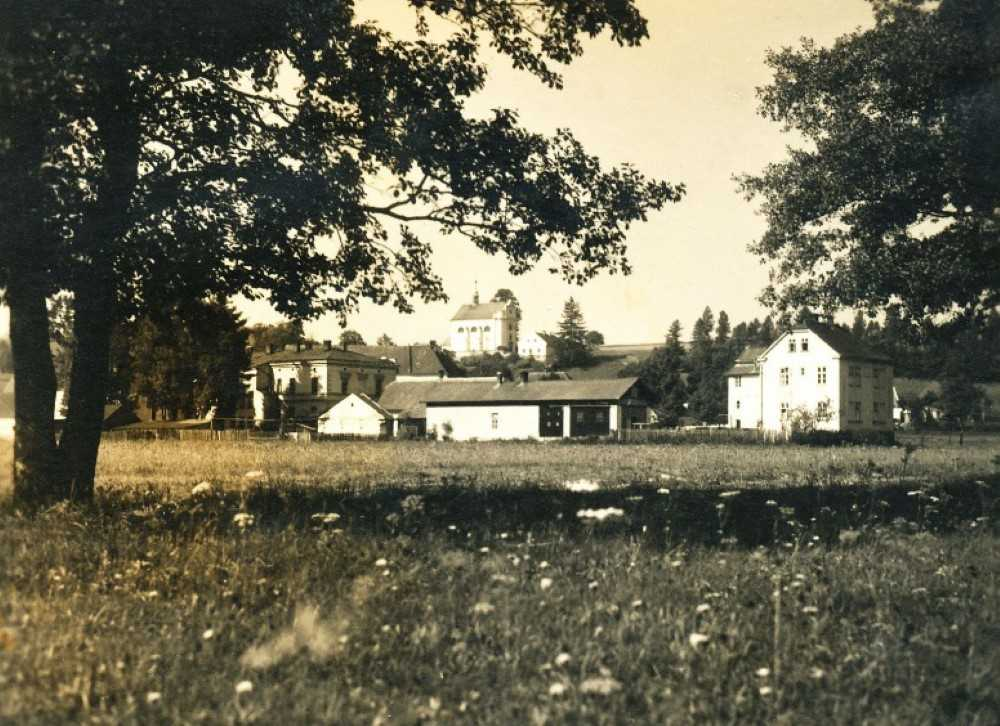
Blick auf das Dorf vor dem Talsperrenbau

Karlovec (deutsch Karlsberg) ist ein Ortsteil der Stadt Bruntál (Freudenthal) in Tschechien. Er liegt – vom übrigen Stadtgebiet als Exklave abgetrennt – sieben Kilometer südöstlich von Bruntál und gehört zum Okres Bruntál. Das Dorf Karlovec wurde zu Beginn der 1990er Jahre abgebrochen und das Gebiet bis 1997 von der Talsperre Slezská Harta überflutet; erhalten blieb nur die auf einer Anhöhe gelegene Kirche mit dem Pfarrhaus.

## Geographie
Karlovec befindet sich im Niederen Gesenke (Nízký Jeseník) am Ufer der Talsperre Slezská Harta. Das überflutete ehemalige Haufendorf lag gegenüber der Einmündung des Černý potok (Schwarzbach) in die Moravice (Mohra) am Mlýnský potok (Mühlbach), einem rechten Nebenarm der Moravice. Nördlich erhebt sich der Ditterberg (540 m n.m.), im Nordosten der Zadní vrch (713 m n.m.), östlich die Pastviny (598 m n.m.), der Na vršku (598 m n.m.) und der Na stráni (570 m n.m.), im Südwesten der Vysoký kámen (Spitziger Stein, 639 m n.m.) und der Špičatý vrch (Spitziger Berg, 654 m n.m.), westlich der Měděný vrch (Kupferberg, 687 m n.m.) und der Černý les (Schwarzwald, 556 m n.m.) sowie im Nordwesten die Krahujčí skála (Sperberstein, 551 m n.m.) und der Návrší (Thielberg, 679 m n.m.).
Nachbarorte sind Mezina (Messendorf) und Dlouhá Stráň (Langenberg) im Norden, Razová (Raase) im Osten, Roudno (Rautenberg) und Volárna (Ochsenstall) im Süden, Lomnice (Lobnig) und Tylov (Tillendorf) im Südwesten, Nová Pláň (Neurode) im Westen sowie Valšov (Kriegsdorf) und Moravský Kočov (Mährisch Kotzendorf) im Nordwesten.

## Geschichte
Auf dem Bieneberg (Včelí vrch) soll nach der von Karl Berger erstellten Ortschronik vor der dort mit 1540 datierten Ortsgründung eine Feste gestanden sein, von der nichts mehr erhalten ist.
Das Dorf wurde nach heutiger Erkenntnis zum Ende des 16. Jahrhunderts an der durch den Lauf der Mohra gebildeten Landesgrenze zu Schlesien durch den Besitzer der mährischen Herrschaft Sternberg, Karl II. von Münsterberg, gegründet und wahrscheinlich auch nach ihm benannt. Die erste schriftliche Erwähnung erfolgte 1590 unter den Namen Karlsperg bzw. Carlsberg. Weitere Namensformen waren Carolsberg (1593), Karlsberg (ab 1597) und Carolssbergk (1615). Das Zentrum des neuen Dorfes bildete ein Renaissanceschloss mit großem Hofareal, das als Verwaltungszentrum für die Dörfer des Hofer Ländchens diente. In der Nähe von Karlsberg bestanden zwei herrschaftliche Eisenhütten – die „Obere“ und die „Untere Hütte“; beide wurden zu Beginn des 18. Jahrhunderts aufgelassen. Infolge des Erlöschens der Münsterberger Linie der Herren von Podiebrad fiel die Herrschaft Sternberg 1648 Silvius I. Nimrod von Württemberg zu. Gemäß dessen letztwilliger Verfügung wurde die Herrschaft Sternberg am 9. September 1692 mit Bewilligung Kaiser Leopolds I. unter den Nachkommen in drei Ämter aufgeteilt: der minderjährige Enkel Karl erhielt Sternberg, der Sohn Christian Ulrich Knibitz und dessen älterer Bruder Silvius II. Friedrich Karlsberg.
Herzog Silvius II. Friedrich veräußerte die neugebildete Herrschaft Karlsberg bereits am 13. Mai 1693 für 220.000 Rheinische Gulden und 1000 Dukaten Schlüsselgeld an den Hofkanzler Dietrich Heinrich von Strattmann. Dieser setzte am 22. Oktober 1693 seine drei minderjährigen Söhne als Erben der Herrschaft ein. In Folge der Erbteilung vom 15. Juli 1694 fiel die Herrschaft dem Reichshofrat Heinrich Johann Franz Graf von Strattmann zu, der sie am 1. September 1699 für 260.000 Rheinische Gulden an Johann Adam Andreas von Liechtenstein verkaufte. Danach blieb die Herrschaft Karlsberg immer im Besitz der Fürsten von Liechtenstein, die zuvor auch Sternberg und Knibitz erworben hatten, wobei die drei Herrschaften jedoch getrennt blieben.
Die ersten Kirchenbücher wurden 1706 in Hof geführt. Im Jahre 1726 stiftete der Grundherr, Fürst Joseph I. von Liechtenstein in Karlsberg eine dem Dekanat Hof zugewiesene Lokalie und eine Schule unter herrschaftlichem Patronat. Auf der Anhöhe über dem Schloss wurden in den Jahren 1726–1727 die Kirche und das Pfarrhaus errichtet. Am 22. Mai 1798 zerstörte ein Großfeuer das Schloss, den herrschaftlichen Hof, die Schule und die Brauerei. Schloss, Hof und Schule wurden wiederaufgebaut; das Brauhaus nach Brockersdorf verlegt. Durch ein Hagelunwetter wurde am 5. August 1798 die gesamte Ernte vernichtet.
Im Jahre 1835 bestand das im Olmützer Kreis am rechten Mohraufer in einem sumpfigen Tal gelegene Dorf Karlsberg bzw. Karlowec aus 77 Häusern mit 553 deutschsprachigen und überwiegend katholischen Einwohnern. Haupterwerbsquelle war die Landwirtschaft; die an den Hängen über dem Dorf befindlichen Felder waren jedoch wegen des lehmigen und mit Steinen durchsetzten Bodens wenig ertragreich, so dass vor allem Flachs angebaut wurde. Nach mehreren Missernten zu Beginn der 1830er Jahre war der Flachsbau fast zum Erliegen gekommen. Im Ort gab es ein als Wohngebäude für die Beamten genutztes herrschaftliches Schloss, einen Meierhof mit Wirtschaftsgebäuden, eine Mühle, ein Erbgericht, ein kostspielig ausgestattetes Branntweinhaus, eine Schule sowie eine mit dem Schloss über eine gedeckte Treppe verbundene Kirche. Nördlich des Dorfes führte die Handelsstraße von Bautsch nach Freudenthal am Grenzhaus auf einer steinernen Brücke über die Mohra; auf schlesischer Seite war sie neu trassiert und zur Chaussee ausgebaut. Karlsberg war Pfarr- und Schulort für Neurode. 1839 erfolgte der Bau der neuen Chaussee von Karlsberg nach Heidenpiltsch. Aus dem Jahre 1847 ist die tschechische Namensform Karelsberg überliefert. Bis zur Mitte des 19. Jahrhunderts war Karlsberg Amtsort der gleichnamigen Allodialherrschaft.
Nach der Aufhebung der Patrimonialherrschaften bildete Karlsberg / Karlovec ab 1849 mit der Einschicht Freyhof / Svobodný dvůr eine Gemeinde im Gerichtsbezirk Hof und Bezirk Sternberg. Zwischen 1855 und 1868 war die Gemeinde dem Bezirk Hof zugeordnet. Ab 1869 gehörte Karlsberg wieder zum Bezirk Sternberg. Zu dieser Zeit hatte die Gemeinde 605 Einwohner und bestand aus 77 Häusern. Am 28. September 1875 brannten 16 Häuser ab, wiederaufgebaut wurde nur ein Teil davon. Die Gründung der Freiwilligen Feuerwehr erfolgte 1885. Im Jahre 1894 wurde in Karlsberg eine Gendarmeriestation für die Orte Karlsberg, Rautenberg und Neurode sowie die Kolonien Hofmannsdörfel (Dolní bouda), Lerchenfeld (Skřivánčí pole) und Ochsenstall eingerichtet. Um die Jahrhundertwende entstand gegenüber von Karlsberg auf Messendorfer Flur die Schenksche Fabrik. In den Jahren 1891 und 1900 überschwemmten Hochwasser der Mohra das Tal. Im Jahre 1900 lebten in Karlsberg 478 Personen, 1910 waren es 519. In der Nähe des Dorfes wurde ein Tuffitsteinbruch betrieben. Zwischen 1905 und 1906 errichtete der Baumeister Rossamith aus Raase ein neues Schulhaus. 1908 brannten die Mühle, die Bleiche und die Sägemühle ab. 1909 ließ der Unternehmer Johann Schenk den „Johanneshof“ (Janův dvůr) zu einem Wohnhaus mit zehn Arbeiterwohnungen umbauen. Zum 1. Oktober 1910 wurde die Gemeinde in den Bezirk Bärn umgegliedert. Im Jahre 1912 verpachte die Fürstlich Liechtensteinische Güterverwaltung des Hof Karlsberg an den Verein mährischer Zuckerfabriken in Olmütz. Ab 1913 wurden auch die Kinder aus Messendorf und Raase in der Karlsberger Schule unterrichtet.
Nach dem Zusammenbruch der k.k. Monarchie wurde die Gemeinde 1918 Teil der neu gebildeten Tschechoslowakei. Beim Zensus von 1921 lebten in den 72 Häusern der Gemeinde Karlsberg / Karlovec 520 Personen, davon 489 Deutsche und vier Tschechen. Die Messendorfer Metallwaren- und Maschinenfabrik Joh. Schenk gab 1923 ihren Standort in Messendorf-Kolonie auf. Nach einem Wolkenbruch stieg in der Nacht vom 5.–6. Mai 1927 das Wasser der Mohra bis in den oberen Teil des Dorfes. Im Jahre 1930 bestand die Gemeinde Karlsberg aus 72 Häusern und hatte 358 Einwohner; 1939 waren es 382. Mit der Ausrufung der Mobilmachung in der Tschechoslowakei 1938 flohen fast alle der einberufenen Sudetendeutschen zunächst in die Wälder und später über die Grenze ins Deutsche Reich. Nach dem Münchner Abkommen wurde die Gemeinde im Herbst 1938 dem Deutschen Reich zugesprochen und zunächst dem Landkreis Bärn zugeordnet. Zum 1. Mai 1939 erfolgte die Umgliederung in den Landkreis Freudenthal. Bei ihrem überstürzten Rückzug zerstörte die Wehrmacht beide Mohrabrücken in Karlsberg. Der Bürgermeister Johann Hauptfleisch beging am 7. Mai 1945 mit seiner Familie erweiterten Suizid und zündete zuvor sein Haus (Nr. 16) an; der Volkssturmführer Adolf Reichl erschoss sich und seine Familie im Haus Nr. 44. Am Nachmittag des 7. Mai 1945 besetzte die Rote Armee den Ort. Nach dem Ende des Zweiten Weltkrieges wurde Karlovec wieder Teil der Tschechoslowakei und dem Okres Moravský Beroun zugeordnet. Der tschechische Forstmann Vladislav Vyvážil wurde als Verwaltungskommissar für Karlovec eingesetzt. Auch nach Kriegsende blieb die Gegend noch sehr unsicher, russische Einheiten zogen durch die Dörfer und trieben Rinderherden durch das Tal der Moravice. Der Bauer Johann Bayer wurde am 4. Juni 1945 in Folge eines Missverständnisses von zwei sowjetischen Soldaten erschossen. Am 10. Juli 1945 exekutierten Rotarmisten hinter dem Dorf zwei deutsche Kriegsgefangene und vergruben sie an Ort und Stelle. Am 2. Februar 1946 wurde das Dorf in Folge einer großen Schneeschmelze im Altvatergebirge von einem Hochwasser Moravice überflutet. Die deutschsprachige Bevölkerung wurde am 30. Mai 1946 größtenteils vertrieben und der Ort mit Tschechen neubesiedelt. Die ehemalige Schenksche Fabrik wurde als Federschmiede und später als Turnhalle genutzt. 1949 erfolgte die Umgliederung in den Okres Bruntál. Im Jahre 1950 lebten in den 73 Häusern von Karlovec nur noch 190 Personen. 1954 erfolgte eine Vergrößerung des Katasters Karlovec um die am linken Ufer der Moravice befindlichen schlesischen Einschichten: von Mezina Mezina-kolonie (Messendorf Kolonie) und das Grenzhaus sowie von Razová den Lesní mlýn (Buschmühle). 1960 wurde Karlovec mit Nová Pláň zur Gemeinde Karlova Pláň fusioniert. Erste Pläne für einen Talsperrenbau an der Moravice entstanden in den 1960er Jahren; als diese konkreter geworden waren, wurde über Karlovec ein Bauverbot verhängt. Im Jahre 1970 hatte Karlovec 307 Einwohner. 1979 erfolgte die Eingemeindung nach Bruntál. Die Kolonie am linken Ufer der Moravice wurde abgebrochen und das Tal zu einem Erholungsgebiet für die Bewohner von Bruntál hergerichtet. Wegen des Baus der Talsperre Slezská Harta wurde Karlovec einschließlich der zugehörigen Einschichten seit dem Ende der 1980er Jahre sukzessive abgesiedelt. Im Jahre 1991 hatte das Dorf 61 Einwohner und bestand nur noch aus neun Wohnhäusern. Bis 1997 erfolgte der gänzliche Abbruch des Dorfes. Nach der Fertigstellung des Staudammes wurde der Stausee während des Oderhochwasser 1997 binnen einer Woche vollständig geflutet. Erhalten blieb nur die Kirche und das Pfarrhaus. Beim Zensus von 2011 war das einzige Wohnhaus von Karlovec unbewohnt.

## Ortsgliederung
Der Ortsteil Karlovec bildet einen Katastralbezirk.

## Sehenswürdigkeiten
- Barocke Kirche des hl. Johannes von Nepomuk, erbaut 1726–1727
- Reste der überdachten Treppe vom Schloss zum Kirche
- Ehemaliges Pfarrhaus, errichtet 1727
- Gedenkstein für die Gefallenen des Ersten Weltkrieges, enthüllt am 1. September 1920, vor der Kirche